# Kuusjärvi (sjö i Outokumpu, Norra Karelen)
Kuusjärvi är en sjö i kommunen Outokumpu i landskapet Norra Karelen i Finland. Sjön ligger 102 meter över havet. Den är 3,8 meter djup. Arean är 99 hektar och strandlinjen är 6,31 kilometer lång. Sjön  ingår i Vuoksens huvudavrinningsområde.   Den ligger omkring 42 kilometer väster om Joensuu och omkring 350 kilometer nordöst om Helsingfors. 
I sjön finns öarna Kielosaari och Paavonsaari. 